# Papa Bouba Diop
Papa Bouba Diop (Dakar, 28 gennaio 1978 – Parigi, 29 novembre 2020) è stato un calciatore senegalese, di ruolo centrocampista.

## Carriera

### Club

#### Gli inizi in Senegal
Iniziò la sua carriera nello Ndeffan Saltigue nel 1994, a 15 anni.
Dopo un anno passò al Diaraaf Dakar, altra squadra senegalese.

#### Neuchâtel Xamax e Grasshoppers
Nel 1999 si trasferisce agli svizzeri del Vevey, militanti in Prima Lega, terza serie svizzera. Nella sua prima avventura europea chiude la stagione con 35 presenze e un gol. Dopo un solo anno passa direttamente in massima serie, al Neuchâtel Xamax. Qui rimase solo per mezza stagione, nel febbraio 2001 venne infatti acquistato dal Grasshoppers, col quale gioca 2 mezze stagioni vincendo campionato e coppa. In questa stagione (2000-2001) vince anche la Golden Ball svizzera e il titolo di migliore in campo nella finale di Coppa svizzera.

#### Lens e Fulham
Nel gennaio 2002 passa ai francesi del Lens. Nel 2004 passa dal Lens al Fulham per 2 milioni di sterline. Realizza un gol al debutto in Premier League da 35 metri contro il Manchester Utd; ha poi segnato di testa contro il West Bromwich nei minuti finali della partita, episodio che ha permesso al Fulham di restare per un'altra stagione in Premier League. Nella stagione 2006-2007 è divenuto capitano, venendo poi sostituito, una volta terminata la stagione, da Brian McBride. Il 20 agosto 2007 decide di andar via dal Fulham, per partecipare alla Coppa UEFA o alla Champions League.

#### Portsmouth, AEK Atene, West Ham e Birmingham City
Il 31 agosto 2007 viene acquistato dal Portsmouth. Ha fatto il suo esordio con la sua nuova squadra iniziando dal primo minuto la partita contro il Liverpool. Nell'estate 2010 viene ceduto alla squadra ellenica dell'AEK Atene e firma un contratto triennale. Dopo un anno in Grecia si trasferisce al West Ham Utd dove firma un contratto annuale. Con gli hammers colleziona 16 presenze in campionato e un gol conquistando con la squadra anche la promozione in Premier League, per poi svincolarsi a fine stagione assieme ad altri cinque compagni di squadra. Il 9 ottobre 2012 viene ingaggiato dal Birmingham City, firmando un breve contratto, e si è quindi ritirato il 17 gennaio 2013.

### Nazionale
È stato capitano del Senegal, col quale ha totalizzato 58 presenze e 9 gol. Convocato dalla Nazionale per partecipare ai Mondiali di calcio Giappone-Corea del Sud 2002, nella manifestazione ha segnato in tre occasioni, dapprima da subentrato l'unica rete della partita vinta contro la Francia, che è stato anche il primo gol del Senegal in una fase finale del mondiale, poi una doppietta contro l'Uruguay.

## Morte
È scomparso il 29 novembre 2020 all'età di 42 anni, per le complicazioni della SLA.

## Statistiche
Statistiche aggiornate al termine della carriera.

### Presenze e reti nei club
| Stagione            | Squadra             | Campionato          | Campionato | Campionato | Coppe nazionali | Coppe nazionali | Coppe nazionali | Coppe continentali | Coppe continentali | Coppe continentali | Altre coppe | Altre coppe | Altre coppe | Totale | Totale | Totale |
| Stagione            | Squadra             | Comp                | Pres       | Reti       | Comp            | Pres            | Reti            | Comp               | Pres               | Reti               | Comp        | Pres        | Reti        | Pres   | Reti   |        |
| ------------------- | ------------------- | ------------------- | ---------- | ---------- | --------------- | --------------- | --------------- | ------------------ | ------------------ | ------------------ | ----------- | ----------- | ----------- | ------ | ------ | ------ |
| 1999-2000           | Vevey               | 1L                  | 35         | 1          | CS              | ?               | ?               | -                  | -                  | -                  | -           | -           | -           | 35+    | 1+     |        |
| 2000-gen. 2001      | Neuchâtel Xamax     | LNA                 | 19         | 4          | CS              | ?               | ?               | -                  | -                  | -                  | -           | -           | -           | 19+    | 4+     |        |
| feb.-giu. 2001      | Grasshoppers        | LNA                 | 0+11       | 0+1        | CS              | ?               | ?               | -                  | -                  | -                  | -           | -           | -           | 11+    | 1+     |        |
| 2001-gen. 2002      | Grasshoppers        | LNA                 | 18         | 4          | CS              | ?               | ?               | UCL+CU             | 2+5                | 0                  | -           | -           | -           | 25+    | 4+     |        |
| Totale Grasshoppers | Totale Grasshoppers | Totale Grasshoppers | 18+11      | 4+1        |                 | ?               | ?               |                    | 7                  | 0                  |             | -           | -           | 36+    | 5+     |        |
| gen.-giu. 2002      | Lens                | D1                  | 5          | 0          | CF+CdL          | 0               | 0               | -                  | -                  | -                  | -           | -           | -           | 5      | 0      |        |
| 2002-2003           | Lens                | L1                  | 16         | 3          | CF+CdL          | 0               | 0               | UCL+CU             | 4+0                | 0                  | -           | -           | -           | 20     | 3      |        |
| 2003-2004           | Lens                | L1                  | 26         | 3          | CF+CdL          | 0+2             | 0               | CU                 | 6                  | 2                  | -           | -           | -           | 34     | 5      |        |
| Totale Lens         | Totale Lens         | Totale Lens         | 47         | 6          |                 | 2               | 0               |                    | 10                 | 2                  |             | -           | -           | 59     | 8      |        |
| 2004-2005           | Fulham              | PL                  | 29         | 6          | FACup+CdL       | 3+3             | 1+0             | -                  | -                  | -                  | -           | -           | -           | 35     | 7      |        |
| 2005-2006           | Fulham              | PL                  | 22         | 2          | FACup+CdL       | 0+1             | 0               | -                  | -                  | -                  | -           | -           | -           | 23     | 2      |        |
| 2006-2007           | Fulham              | PL                  | 23         | 0          | FACup+CdL       | 1+0             | 0               | -                  | -                  | -                  | -           | -           | -           | 24     | 0      |        |
| lug.-ago. 2007      | Fulham              | PL                  | 2          | 0          | FACup+CdL       | 0               | 0               | -                  | -                  | -                  | -           | -           | -           | 2      | 0      |        |
| Totale Fulham       | Totale Fulham       | Totale Fulham       | 76         | 8          |                 | 8               | 1               |                    | -                  | -                  |             | -           | -           | 84     | 9      |        |
| ago. 2007-2008      | Portsmouth          | PL                  | 25         | 0          | FACup+CdL       | 5+2             | 0               | -                  | -                  | -                  | -           | -           | -           | 32     | 0      |        |
| 2008-2009           | Portsmouth          | PL                  | 16         | 0          | FACup+CdL       | 0               | 0               | CU                 | 4                  | 0                  | CS          | 1           | 0           | 21     | 0      |        |
| 2009-2010           | Portsmouth          | PL                  | 12         | 0          | FACup+CdL       | 7+0             | 0               | -                  | -                  | -                  | -           | -           | -           | 19     | 0      |        |
| Totale Portsmouth   | Totale Portsmouth   | Totale Portsmouth   | 53         | 0          |                 | 14              | 0               |                    | 4                  | 0                  |             | 1           | 0           | 72     | 0      |        |
| 2010-2011           | AEK Atene           | SL                  | 19+5       | 1+2        | CG              | 6               | 0               | UEL                | 7                  | 1                  | -           | -           | -           | 37     | 4      |        |
| 2011-2012           | West Ham Utd        | PL                  | 16         | 0          | FACup+CdL       | 0               | 0               | -                  | -                  | -                  | -           | -           | -           | 16     | 0      |        |
| 2012-2013           | Birmingham City     | PL                  | 2          | 1          | FACup+CdL       | 0               | 0               | -                  | -                  | -                  | -           | -           | -           | 2      | 1      |        |
| Totale carriera     | Totale carriera     | Totale carriera     | 301        | 28         |                 | 30+             | 1+              |                    | 28                 | 3                  |             | 1           | 0           | 360+   | 32+    |        |

### Cronologia presenze e reti in Nazionale
| Cronologia completa delle presenze e delle reti in nazionale ― Senegal | Cronologia completa delle presenze e delle reti in nazionale ― Senegal | Cronologia completa delle presenze e delle reti in nazionale ― Senegal | Cronologia completa delle presenze e delle reti in nazionale ― Senegal | Cronologia completa delle presenze e delle reti in nazionale ― Senegal | Cronologia completa delle presenze e delle reti in nazionale ― Senegal | Cronologia completa delle presenze e delle reti in nazionale ― Senegal | Cronologia completa delle presenze e delle reti in nazionale ― Senegal |
| Data                                                                   | Città                                                                  | In casa                                                                | Risultato                                                              | Ospiti                                                                 | Competizione                                                           | Reti                                                                   | Note                                                                   |
| ---------------------------------------------------------------------- | ---------------------------------------------------------------------- | ---------------------------------------------------------------------- | ---------------------------------------------------------------------- | ---------------------------------------------------------------------- | ---------------------------------------------------------------------- | ---------------------------------------------------------------------- | ---------------------------------------------------------------------- |
| 17-6-2001                                                              | Lomé                                                                   | Togo                                                                   | 1 – 0                                                                  | Senegal                                                                | Qual. Coppa d'Africa 2002                                              | -                                                                      |                                                                        |
| 14-7-2001                                                              | Dakar                                                                  | Senegal                                                                | 1 – 0                                                                  | Marocco                                                                | Qual. Mondiali 2002                                                    | -                                                                      | 77’                                                                    |
| 8-11-2001                                                              | Jeonju                                                                 | Corea del Sud                                                          | 0 – 1                                                                  | Senegal                                                                | Amichevole                                                             | 1                                                                      |                                                                        |
| 26-12-2001                                                             | Dakar                                                                  | Senegal                                                                | 2 – 4                                                                  | Burkina Faso                                                           | Amichevole                                                             | -                                                                      |                                                                        |
| 30-12-2001                                                             | Dakar                                                                  | Senegal                                                                | 1 – 0                                                                  | Algeria                                                                | Amichevole                                                             | -                                                                      | 78’                                                                    |
| 20-1-2002                                                              | Bamako                                                                 | Egitto                                                                 | 0 – 1                                                                  | Senegal                                                                | Coppa d'Africa 2002 - 1º turno                                         | -                                                                      | 84’                                                                    |
| 31-1-2002                                                              | Kayes                                                                  | Tunisia                                                                | 0 – 0                                                                  | Senegal                                                                | Coppa d'Africa 2002 - 1º turno                                         | -                                                                      | 36’                                                                    |
| 4-2-2002                                                               | Bamako                                                                 | Senegal                                                                | 2 – 0                                                                  | RD del Congo                                                           | Coppa d'Africa 2002 - Quarti di finale                                 | -                                                                      | 76’                                                                    |
| 7-2-2002                                                               | Bamako                                                                 | Nigeria                                                                | 1 – 2 dts                                                              | Senegal                                                                | Coppa d'Africa 2002 - Semifinale                                       | 1                                                                      |                                                                        |
| 10-2-2002                                                              | Bamako                                                                 | Senegal                                                                | 0 – 0 dts (2 – 3 dtr)                                                  | Camerun                                                                | Coppa d'Africa 2002 - Finale                                           | -                                                                      | 91’                                                                    |
| 27-3-2002                                                              | Dakar                                                                  | Senegal                                                                | 2 – 1                                                                  | Bolivia                                                                | Amichevole                                                             | 1                                                                      | 87’                                                                    |
| 14-5-2002                                                              | Riyad                                                                  | Arabia Saudita                                                         | 3 – 2                                                                  | Senegal                                                                | Amichevole                                                             | -                                                                      | 46’                                                                    |
| 23-5-2002                                                              | Tottori                                                                | Senegal                                                                | 1 – 0                                                                  | Ecuador                                                                | Amichevole                                                             | -                                                                      |                                                                        |
| 31-5-2002                                                              | Seul                                                                   | Senegal                                                                | 1 – 0                                                                  | Francia                                                                | Mondiali 2002 - 1º turno                                               | 1                                                                      |                                                                        |
| 6-6-2002                                                               | Taegu                                                                  | Senegal                                                                | 1 – 1                                                                  | Danimarca                                                              | Mondiali 2002 - 1º turno                                               | -                                                                      |                                                                        |
| 11-6-2002                                                              | Suwon                                                                  | Senegal                                                                | 3 – 3                                                                  | Uruguay                                                                | Mondiali 2002 - 1º turno                                               | 2                                                                      | 69’                                                                    |
| 16-6-2002                                                              | Ōita                                                                   | Svezia                                                                 | 1 – 2 gg                                                               | Senegal                                                                | Mondiali 2002 - Ottavi di finale                                       | -                                                                      |                                                                        |
| 22-6-2002                                                              | Osaka                                                                  | Senegal                                                                | 0 – 1 gg                                                               | Turchia                                                                | Mondiali 2002 - Quarti di finale                                       | -                                                                      |                                                                        |
| 8-9-2002                                                               | Maseru                                                                 | Lesotho                                                                | 0 – 1                                                                  | Senegal                                                                | Qual. Coppa d'Africa 2004                                              | -                                                                      |                                                                        |
| 30-3-2003                                                              | Banjul                                                                 | Gambia                                                                 | 0 – 0                                                                  | Senegal                                                                | Qual. Coppa d'Africa 2004                                              | -                                                                      | 69’                                                                    |
| 31-5-2003                                                              | Dakar                                                                  | Senegal                                                                | 2 – 1                                                                  | Capo Verde                                                             | Amichevole                                                             | -                                                                      | Uscita                                                                 |
| 7-6-2003                                                               | Dakar                                                                  | Senegal                                                                | 3 – 1                                                                  | Gambia                                                                 | Qual. Coppa d'Africa 2004                                              | -                                                                      |                                                                        |
| 14-6-2003                                                              | Dakar                                                                  | Senegal                                                                | 3 – 0                                                                  | Lesotho                                                                | Qual. Coppa d'Africa 2004                                              | -                                                                      | 55’                                                                    |
| 10-9-2003                                                              | Niigata                                                                | Giappone                                                               | 0 – 1                                                                  | Senegal                                                                | Amichevole                                                             | 1                                                                      | 62’                                                                    |
| 10-10-2003                                                             | Il Cairo                                                               | Egitto                                                                 | 1 – 0                                                                  | Senegal                                                                | Amichevole                                                             | -                                                                      |                                                                        |
| 15-11-2003                                                             | Dakar                                                                  | Senegal                                                                | 1 – 0                                                                  | Costa d'Avorio                                                         | Amichevole                                                             | -                                                                      | 57’                                                                    |
| 18-1-2004                                                              | Dakar                                                                  | Senegal                                                                | 2 – 1                                                                  | Sudafrica                                                              | Amichevole                                                             | -                                                                      | 66’                                                                    |
| 26-1-2004                                                              | Tunisi                                                                 | Senegal                                                                | 0 – 0                                                                  | Burkina Faso                                                           | Coppa d'Africa 2004 - 1º turno                                         | -                                                                      | 80’                                                                    |
| 30-1-2004                                                              | Bizerte                                                                | Senegal                                                                | 3 – 0                                                                  | Kenya                                                                  | Coppa d'Africa 2004 - 1º turno                                         | 1                                                                      | 90+4’                                                                  |
| 2-2-2004                                                               | Tunisi                                                                 | Senegal                                                                | 1 – 1                                                                  | Mali                                                                   | Coppa d'Africa 2004 - 1º turno                                         | -                                                                      |                                                                        |
| 7-2-2004                                                               | Radès                                                                  | Tunisia                                                                | 1 – 0                                                                  | Senegal                                                                | Coppa d'Africa 2004 - Quarti di finale                                 | -                                                                      | 44’                                                                    |
| 29-5-2004                                                              | Parigi                                                                 | Senegal                                                                | 1 – 1                                                                  | Guinea                                                                 | Amichevole                                                             | -                                                                      | 46’                                                                    |
| 5-6-2004                                                               | Dakar                                                                  | Senegal                                                                | 2 – 0                                                                  | Rep. del Congo                                                         | Qual. Mondiali 2006                                                    | -                                                                      | 86’                                                                    |
| 13-6-2004                                                              | Praia                                                                  | Capo Verde                                                             | 1 – 3                                                                  | Senegal                                                                | Amichevole                                                             | -                                                                      |                                                                        |
| 20-6-2004                                                              | Lomé                                                                   | Togo                                                                   | 3 – 1                                                                  | Senegal                                                                | Qual. Mondiali 2006                                                    | 1                                                                      | 46’                                                                    |
| 3-7-2004                                                               | Dakar                                                                  | Senegal                                                                | 1 – 0                                                                  | Zambia                                                                 | Qual. Mondiali 2006                                                    | -                                                                      |                                                                        |
| 18-8-2004                                                              | Avignone                                                               | Costa d'Avorio                                                         | 2 – 1                                                                  | Senegal                                                                | Amichevole                                                             | -                                                                      |                                                                        |
| 5-9-2004                                                               | Bamako                                                                 | Mali                                                                   | 2 – 2                                                                  | Senegal                                                                | Qual. Mondiali 2006                                                    | -                                                                      |                                                                        |
| 10-10-2004                                                             | Paynesville                                                            | Liberia                                                                | 0 – 3                                                                  | Senegal                                                                | Qual. Mondiali 2006                                                    | 1                                                                      |                                                                        |
| 17-11-2004                                                             | Tolone                                                                 | Algeria                                                                | 1 – 2                                                                  | Senegal                                                                | Amichevole                                                             | -                                                                      |                                                                        |
| 9-2-2005                                                               | Créteil                                                                | Camerun                                                                | 1 – 0                                                                  | Senegal                                                                | Amichevole                                                             | -                                                                      |                                                                        |
| 5-6-2005                                                               | Brazzaville                                                            | Rep. del Congo                                                         | 0 – 0                                                                  | Senegal                                                                | Qual. Mondiali 2006                                                    | -                                                                      |                                                                        |
| 18-6-2005                                                              | Dakar                                                                  | Senegal                                                                | 2 – 2                                                                  | Togo                                                                   | Qual. Mondiali 2006                                                    | -                                                                      |                                                                        |
| 8-10-2005                                                              | Dakar                                                                  | Senegal                                                                | 3 – 0                                                                  | Mali                                                                   | Qual. Mondiali 2006                                                    | -                                                                      |                                                                        |
| 12-11-2005                                                             | Port Elizabeth                                                         | Sudafrica                                                              | 2 – 3                                                                  | Senegal                                                                | Amichevole                                                             | -                                                                      |                                                                        |
| 14-1-2006                                                              | Dakar                                                                  | Senegal                                                                | 0 – 0                                                                  | RD del Congo                                                           | Amichevole                                                             | -                                                                      | 46’                                                                    |
| 23-1-2006                                                              | Porto Said                                                             | Zimbabwe                                                               | 0 – 2                                                                  | Senegal                                                                | Coppa d'Africa 2006 - 1º turno                                         | -                                                                      | 85’                                                                    |
| 27-1-2006                                                              | Porto Said                                                             | Ghana                                                                  | 0 – 1                                                                  | Senegal                                                                | Coppa d'Africa 2006 - 1º turno                                         | -                                                                      | 46’                                                                    |
| 31-1-2006                                                              | Porto Said                                                             | Nigeria                                                                | 2 – 1                                                                  | Senegal                                                                | Coppa d'Africa 2006 - 1º turno                                         | -                                                                      |                                                                        |
| 3-2-2006                                                               | Alessandria d'Egitto                                                   | Guinea                                                                 | 2 – 3                                                                  | Senegal                                                                | Coppa d'Africa 2006 - Quarti di finale                                 | 1                                                                      |                                                                        |
| 7-2-2006                                                               | Il Cairo                                                               | Egitto                                                                 | 2 – 1                                                                  | Senegal                                                                | Coppa d'Africa 2006 - Semifinale                                       | -                                                                      |                                                                        |
| 9-2-2006                                                               | Il Cairo                                                               | Senegal                                                                | 0 – 1                                                                  | Nigeria                                                                | Coppa d'Africa 2006 - Finale 3º posto                                  | -                                                                      | 62’                                                                    |
| 1-3-2006                                                               | Dakar                                                                  | Senegal                                                                | 2 – 1                                                                  | Norvegia                                                               | Amichevole                                                             | -                                                                      | 46’                                                                    |
| 16-8-2006                                                              | Dakar                                                                  | Senegal                                                                | 0 – 1                                                                  | Costa d'Avorio                                                         | Amichevole                                                             | -                                                                      | 80’                                                                    |
| 2-9-2006                                                               | Dakar                                                                  | Senegal                                                                | 2 – 0                                                                  | Mozambico                                                              | Qual. Coppa d'Africa 2008                                              | -                                                                      | 86’                                                                    |
| 7-10-2006                                                              | Ouagadougou                                                            | Burkina Faso                                                           | 1 – 0                                                                  | Senegal                                                                | Qual. Coppa d'Africa 2008                                              | -                                                                      | 80’                                                                    |
| 21-8-2007                                                              | Londra                                                                 | Ghana                                                                  | 1 – 1                                                                  | Senegal                                                                | Amichevole                                                             | -                                                                      |                                                                        |
| 8-9-2007                                                               | Dakar                                                                  | Senegal                                                                | 5 – 1                                                                  | Burkina Faso                                                           | Qual. Coppa d'Africa 2008                                              | -                                                                      | 61’                                                                    |
| 17-11-2007                                                             | Colombes                                                               | Mali                                                                   | 2 – 3                                                                  | Senegal                                                                | Amichevole                                                             | -                                                                      | 69’                                                                    |
| 21-11-2007                                                             | Créteil                                                                | Marocco                                                                | 3 – 0                                                                  | Senegal                                                                | Amichevole                                                             | -                                                                      |                                                                        |
| 23-1-2008                                                              | Tamale                                                                 | Tunisia                                                                | 2 – 2                                                                  | Senegal                                                                | Coppa d'Africa 2008 - 1º turno                                         | -                                                                      | 62’                                                                    |
| 27-1-2008                                                              | Tamale                                                                 | Senegal                                                                | 1 – 3                                                                  | Angola                                                                 | Coppa d'Africa 2008 - 1º turno                                         | -                                                                      |                                                                        |
| 31-1-2008                                                              | Kumasi                                                                 | Senegal                                                                | 1 – 1                                                                  | Sudafrica                                                              | Coppa d'Africa 2008 - 1º turno                                         | -                                                                      | 50’                                                                    |
| Totale                                                                 |                                                                        | Presenze                                                               | 63                                                                     |                                                                        | Reti                                                                   | 11                                                                     |                                                                        |

## Competizioni vinte

### Club

#### Competizioni nazionali
- Campionato svizzero: 1

Grasshoppers: 2000-2001
- Coppa d'Inghilterra: 1

Portsmouth: 2007-2008
- Coppa di Grecia: 1

AEK Atene: 2010-2011